# Teoria relewancji
Teoria relewancji – teoria stworzona przez Dana Sperbera i Deirdre Wilson w 1986 roku. Doszli oni do wniosku, że wszystkie maksymy Grice'a można sprowadzić do jednej: mów do rzeczy, czyli tyle, ile trzeba, na temat, mów prawdę itd.
Zadali sobie dwa pytania:
1. Co się komunikuje? (znaczenia, informacje, sądy, myśli, idee, przekonania, postawy, emocje)
2. Co zatem jest przedmiotem komunikacji?
  - myśli – czyli pojęciowe reprezentacje (w przeciwieństwie do reprezentacji umysłowych lub stanów emocji), mają one charakter językowy;
  - asumpcje – czyli inaczej: przeświadczenia, założenia, przesłanki
  - fakty – są związane z modalnością aletyczną;
  - informacje – są związane z modalnością epistemiczną.